# Modraszek bagniczek
Modraszek bagniczek (Plebejus optilete syn. Vaccinina optilete, Albulina optilete) – motyl z rodziny modraszkowatych. Rzadki gatunek motyla dziennego żyjącego na bagnach, biologicznie związany z borówką bagienną, który jest reliktem okresu lodowcowego. Zagrożony wymarciem.

## Zasięg występowania
Występuje w środkowej i północnej Europie, aż po tereny tundrowe. W Polsce występuje na rozproszonych stanowiskach w różnych częściach kraju. Zagrożenie dla gatunku stanowi zarastanie torfowisk, a także degradacyjna gospodarka leśna w środowiskach borów bagiennych.

## Charakterystyka
Postać dorosła - imago: Głowa mała. Czułki cienkie, sięgające prawie do połowy skrzydła przedniego, proste lekko odchylone na boki. Odwłok cienki, nie wystający za zarys rozłożonych tylnych skrzydeł, odwłok samic jest grubszy. Skrzydła o rozpiętości od 26 do 30 mm. Skrzydła przednie wąskie, łopatkowate. Skrzydła tylne owalne. Korpus imago pokryty nieznacznie drobnym meszkiem.
Samiec – wierzch skrzydeł w kolorze ciemnofioletowym, wzdłuż brzegów obu skrzydeł ciągnie się wąska czarna obwódka.
Samica – wierzch skrzydeł barwy czarnobrunatnej z fioletowym nalotem w okolicach nasady skrzydeł.
U obu płci spodnia strona skrzydeł szara z obwódką na brzegu skrzydeł i trzema rządami plamek ułożonych wzdłuż brzegu skrzydeł przednich i tylnych, oraz kilka plamek nieregularnie rozrzuconych w środkowej części dolnych skrzydeł. Na dole tylnych skrzydeł przy kącie tylnym występuje pojedyncza pomarańczowa plamka, oraz sąsiadująca z nią od zewnątrz granatowa metalicznie połyskująca plamka. Motyl wilgotnolubny. 
Postać gąsienicy i larwy: Młode gąsienice żerują na: borówce bagiennej, borówce czarnej, żurawinie błotnej. Korpus gąsienicy, koloru jasnozielonego, z małymi guzkami. Ciało pokryte rzadkim krótkim owłosieniem.
Okres lotu: Dorosłe motyle opuszczają poczwarkę i pojawiają się z początkiem czerwca i latają do końca lipca. Latają na nasłonecznionych stanowiskach, nad torfowiskami i nad bagiennymi, wilgotnymi polanami. Loty godowe samców odbywają się w ciepłe i bezwietrzne dni.
Rozród: Wyprowadza jedno pokolenie rocznie. Samice w połowie lipca składają jaja pojedynczo na liściach borówki bagiennej. Gąsienice wylęgają się pod koniec lipca. Po wylince przygotowują się do zimowania. Zimują na liściach borówki, z którymi z reguły opadają jesienią na ziemię. Wiosną po wypuszczeniu przez borówkę nowych, młodych liści gąsieniczki budzą się przystępują do odnowienia zapasów pokarmowych. Po kolejnych linieniach udają się na przepoczwarczenie, które rozpoczyna się pod koniec kwietnia i odbywa się na gałązkach roślin pokarmowych. Poczwarki przyczepione są do gałązek. Przepoczwarczenie w imago następuje z początkiem czerwca.

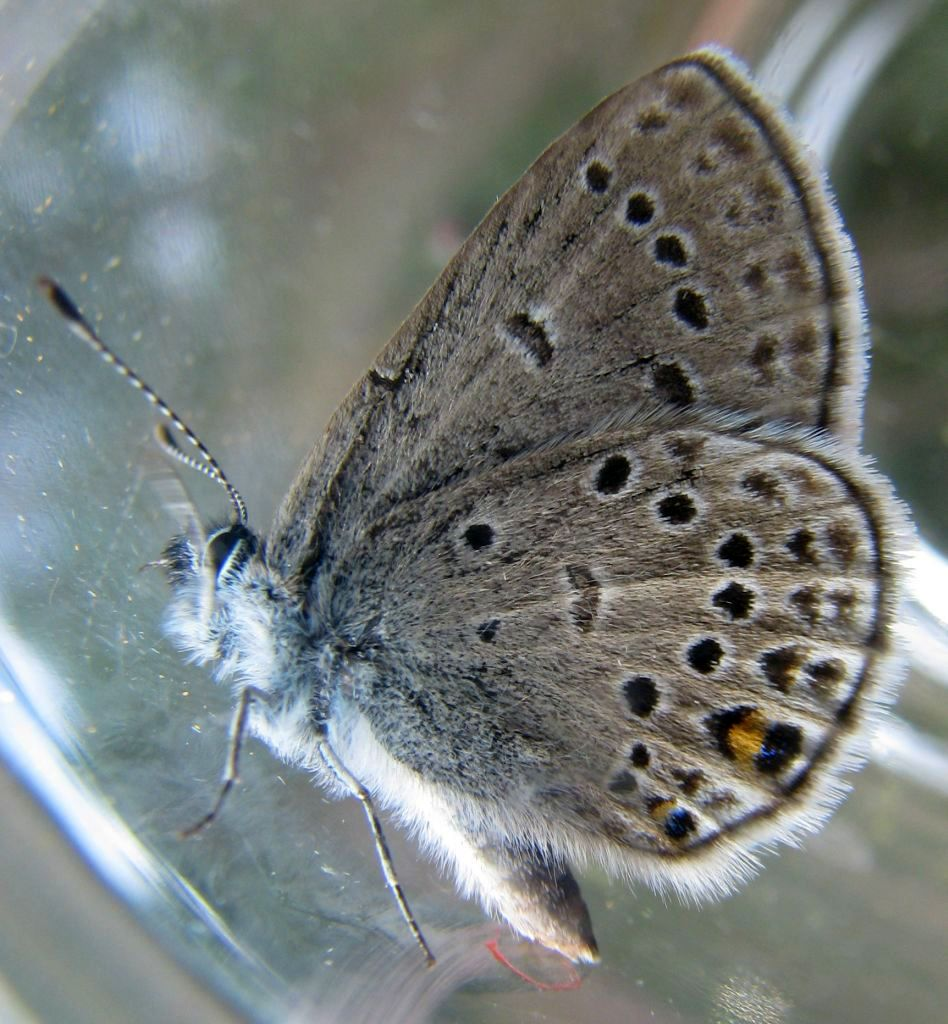
Spodnie
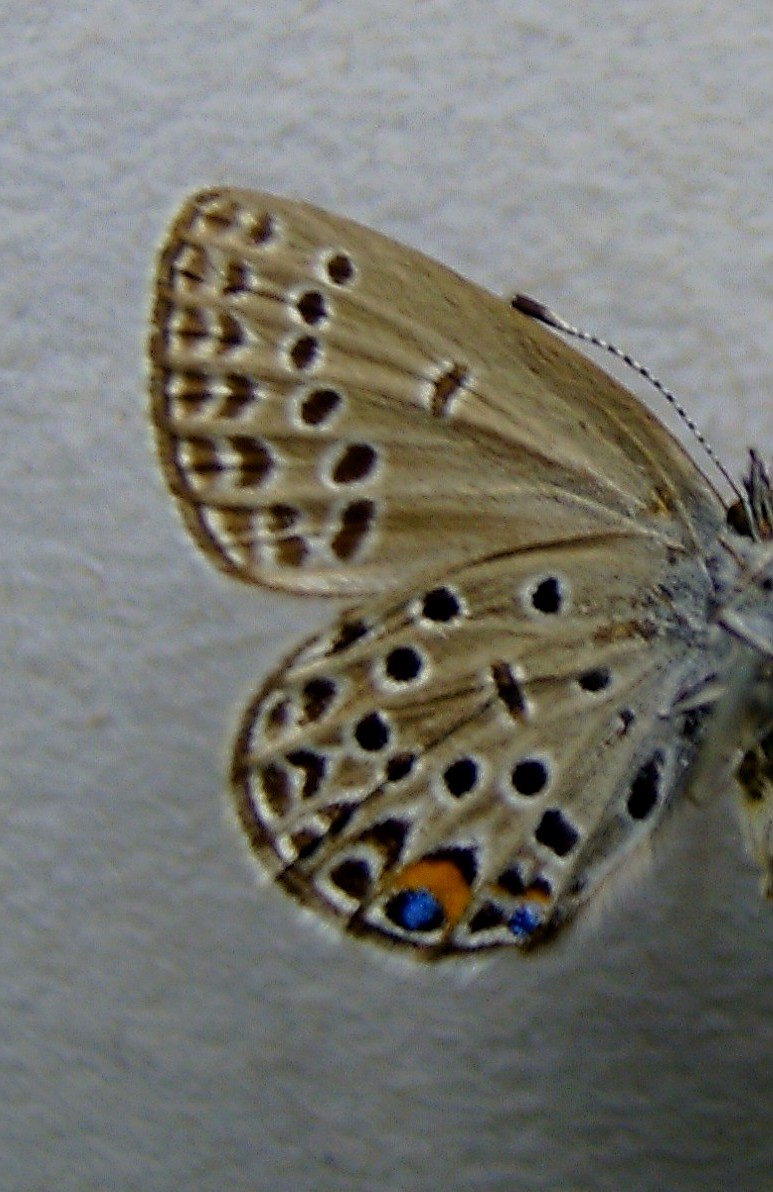
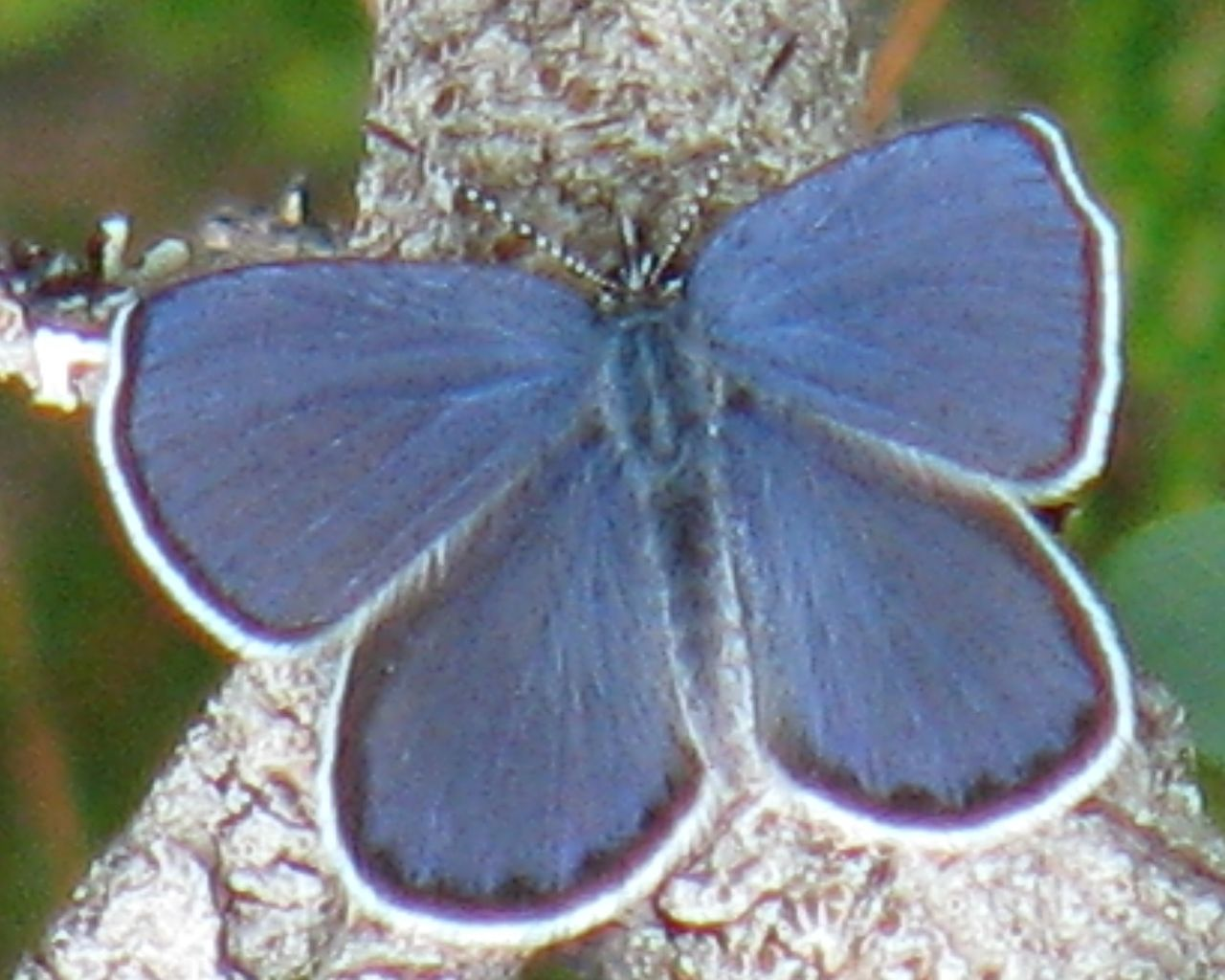
Samiec
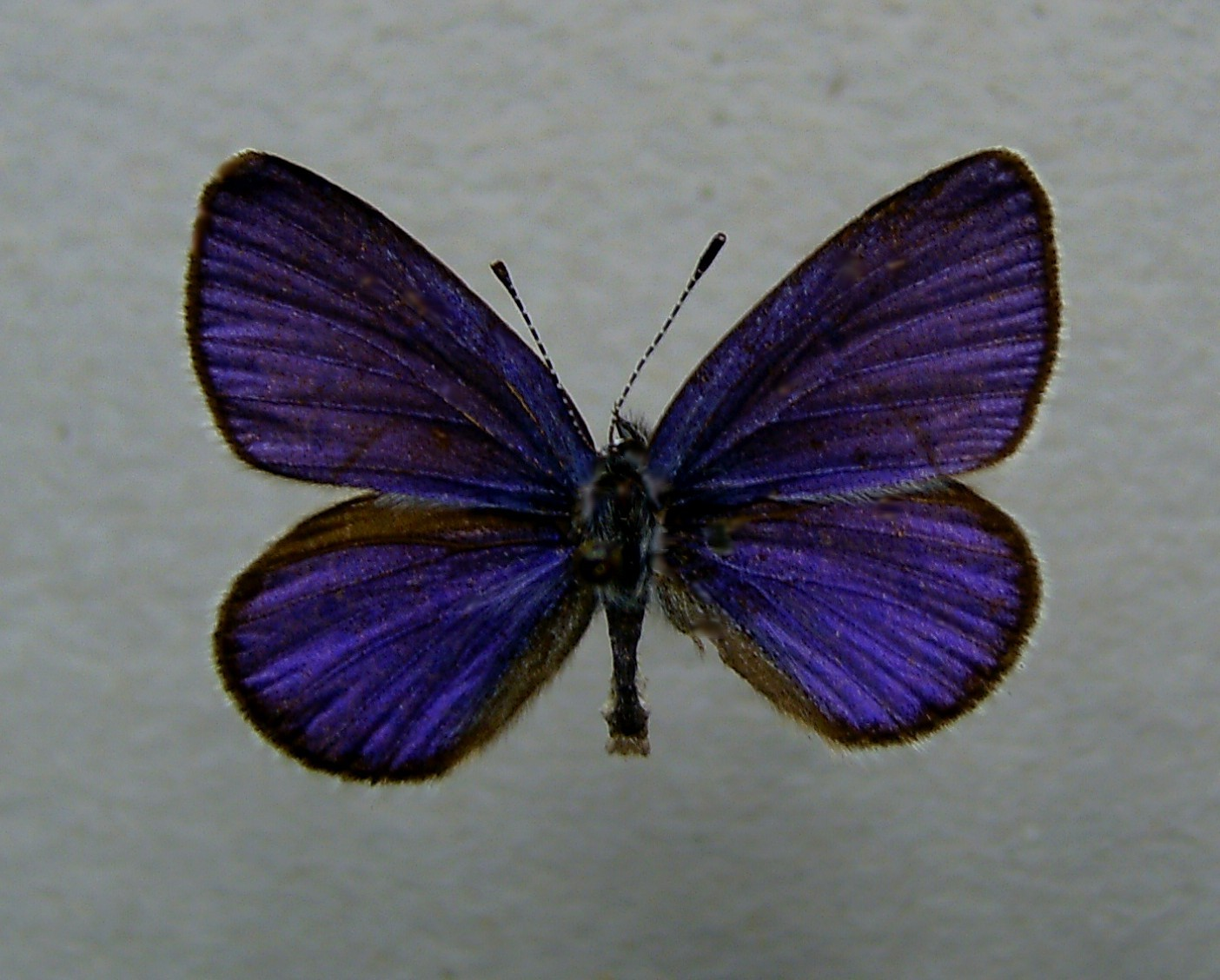
Plebeius optilete

Biotop: Gatunek preferujący środowiska wilgotne i ciepłe. Siedliskiem są skraje torfowisk wysokich, bagna, wilgotne polany leśne.

## Rośliny żywicielskie
Podstawowe: borówka bagienna.
Zastępcze: borówka czarna, żurawina błotna.

## Ochrona
W Polsce gatunek ten objęty jest częściową ochroną gatunkową.